# Advaitanand Ji
Aduaita Anand Yi (Bihar, c. 1846 – 1919) fue un religioso bijarí.
Nació con el nombre de Ram Yaad, hijo de Tulsi Das Ji, en Puj, Naksatra, en la provincia de Bijar (India).
Fue conocido también como:
- Advaitānandajī
- Adweitanand Yi
- Shri Swami Advait Anand Ji Maharash
- Shri Paramhansa Dayal Yi
- Paramajansa
- Dayal Yi

Hacía que sus seguidores le llamaran «primer maestro» (ya que no había tenido un maestro antes que él) y ―a pesar de no haber tenido un gurú― se consideraba parte del prestigioso linaje de gurús (parampará) Advait Mat (que desciende desde Sankará Acharia (788-820).
Su discípulo Suarupa Ananda Yi (1884-1936) se hacía llamar «segundo maestro» y decía haber sido iniciado por Aduaitanand a principios del siglo XX.
Entre los discípulos de Suarupananda se contarían Hans Ji Maharaj (1900-1966), fundador de Divine Light Mision, y el hijo de éste, antiguamente conocido como Gurú Maharaji y actualmente llamado Prem Rawat (1957−), que ha sido el fundador de Elan Vital, The Prem Rawat Foundation y Words of Peace Global.
Los áshrams (comunidades monásticas) que fundó Aduaitanand en Agra (India) fueron llamados Krishana Duaras.